# Feldnachrichtentruppe

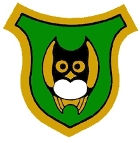
Verbandsabzeichen des Feldnachrichtenzentrums der Bundeswehr

Die Feldnachrichtentruppe war bis März 2008 eine Truppengattung im Heer der Bundeswehr. Nach ihrer Gründung wurden sie zunächst als Frontnachrichtentruppe bezeichnet. Feldnachrichtenkräfte der Bundeswehr finden sich heute organisatorisch in den Truppenteilen der Heeresaufklärungstruppe, im Objektschutzregiment der Luftwaffe „Friesland“ und im Seebataillon der Deutschen Marine. Feldnachrichtenkräfte sind ein Element der militärischen Aufklärung durch die Befragung und Beobachtung von Personen (Human Intelligence).

## Auftrag
Die Feldnachrichtenkräfte sind ein Element der militärischen Nachrichtengewinnung durch militärische Aufklärung der Bundeswehr. Sie nutzen Menschen und persönlichen oder militärischen Speichermedien als Informationsquelle und ist befähigt, durch erweiterte Gesprächsführung mit Kontakten Räume aufzuklären, ohne dort selbst physisch präsent zu sein.
Im Gegensatz zu Nachrichtendiensten erfolgt der Einsatz von Soldaten der Feldnachrichtenkräfte offen. Die Erkenntnisse der Feldnachrichtenkräfte tragen zur Herstellung eines umfassenden Bildes der Militärischen Lage im Verteidigungsfall und in den Auslandseinsätze der Bundeswehr bei. Ziel ist besonders das Erkennen von feindlichen Absichten, Truppen-Dislozierungen sowie Erkenntnisse über die Kampfmoral feindlicher Streitkräfte oder weiterer Konfliktparteien, ferner eine Einschätzung der Stimmung in der Zivilbevölkerung.
Dabei nutzen Feldnachrichtenkräfte die Methoden der zielorientierten Gesprächsführung, Befragung von Personen im Gewahrsam der Streitkräfte und der Beobachtung von Objekten und Personen.
Feldnachrichtentkräfte operieren nicht nur in gesicherten rückwärtigen Gebieten, sondern mit der Truppe nah am vorderen Rand der Verteidigung, um Kriegsgefangene möglichst früh zu befragen und Beutegut auszuwerten. In den Auslandseinsätzen ergibt sich ein gewisses Bedrohungspotential durch die Befragung nicht immer wohlwollender Zivilbevölkerung.
Bei der Übernahme und Befragung von Kriegsgefangenen wirken Feldnachrichtenkräfte mit der Feldjägertruppe zusammen.

## Geschichte
Die Feldnachrichtenkräfte entstanden aus der Frontnachrichtentruppe. Die Frontnachrichtentruppe wurde 1970 als Truppengattung etabliert, zählte aber immer zu den kleinsten Truppengattungen. In der Heeresstruktur IV war jedem Korps eine nicht aktive oder nur teilaktive Frontnachrichtenkompanie als Teil der Korpstruppen unterstellt. Die Feldnachrichtentruppe des Heeres zählte zu den Einsatz- und Führungsunterstützungstruppen.
Bei diesen Geräteeinheiten handelte es sich um die Frontnachrichtenkompanie 100 Münster für das I. Korps, die Frontnachrichtenkompanie 200 in Nersingen bei Ulm (II. Korps) sowie die Frontnachrichtenlehrkompanie (teilaktiv) 300 in Diez an der Lahn (III. Korps). Die Frontnachrichtenlehrkompanie 300 unterstand im Frieden als Lehrtruppenteil der Schule für Nachrichtenwesen der Bundeswehr in Bad Ems, die damals die Frontnachrichtensoldaten ausbildete und für die Weiterentwicklung der Truppe verantwortlich war. Dort dienten auch mit Einsatzsprachen sprachkundige Grundwehrdienstleistende.
Im Territorialheer der Heeresstruktur IV waren bei den drei Territorialkommandos zusätzlich jeweils eine weitere Frontnachrichtenkompanie als Geräteeinheiten ausgeplant: die Frontnachrichtenkompanie 600 in Neumünster, die Frontnachrichtenkompanie 800 in Düsseldorf und die Frontnachrichtenkompanie 850 in Oftersheim bei Heidelberg.
Nach dem Kalten Krieg wurden die meisten dieser Kompanien aufgelöst. Die Truppengattung wurde in Feldnachrichtentruppe umbenannt und die verbliebenen Kräfte gebündelt. 2002 entstand daher durch Umgliederung der Feldnachrichtenlehrkompanie 300 (ehemals Frontnachrichtenlehrkompanie 300) das Feldnachrichtenzentrum der Bundeswehr. Auf Ebene der Divisionen und deren unterstellten Brigaden wurden teilaktive Feldnachrichtenzüge ausgeplant, die bis 2004 schrittweise aufgestellt wurden.
Die Schule für Nachrichtenwesen ging 2003 gemeinsam mit dem den Frontnachrichtentruppe besonders verbundenen Amt für Nachrichtenwesen der Bundeswehr im 2002 neu aufgestellten und zur Streitkräftebasis zählenden Zentrum für Nachrichtenwesen der Bundeswehr auf. Die Schule für Nachrichtenwesen wurde zur „Lehrgruppe Militärisches Nachrichtenwesen“. Neben der Ausbildung am Feldnachrichtenzentrum der Bundeswehr führte die Lehrgruppe Lehrgänge für Feldnachrichtenkräfte streitkräftegemeinsam durch.
Im Rahmen der Transformation der Bundeswehr wurde aus der Panzeraufklärungstruppe (mit Drohnenaufklärungskräften), der Fernspähtruppe, der Feldnachrichtentruppe und den Teilen der Drohnenaufklärung der Artillerie die neue Truppengattung Heeresaufklärungstruppe aufgestellt. In Deutschland ist die Frontnachrichtentruppe daher nur mehr Teil der Heeresaufklärungstruppe und seit März 2008 keine eigenständige Truppengattung mehr. Das Feldnachrichtenzentrum der Bundeswehr wurde zeitgleich außer Dienst gestellt.

## Feldnachrichtenkräfte heute
Die Feldnachrichtenkräfte sind für die Gesprächsaufklärung in neu aufgestellten Feldnachrichtenzügen der Aufklärungsbataillone des Heeres aufgegangen und integraler Bestandteil des Aufklärungsverbundes des Heeres, aber auch Luftwaffe und Marine verfügen über Feldnachrichtenkräfte.
Die Truppenteile mit Feldnachrichtenkräften sind in ganz Deutschland disloziert (Ahlen, Eutin, Füssen, Freyung, Gotha, Lüneburg, Munster, Seedorf, Lebach). Zentrale Ausbildungsstätte für Feldnachrichtenkräfte des Heeres ist die Heeresaufklärungsschule in Munster.
Luftwaffe und Marine verfügen über eigene Feldnachrichtenkräfte. Die Feldnachrichtenstaffel des Objektschutzregiments der Luftwaffe „Friesland“ ist in Kerpen bei Köln stationiert. Die Feldnachrichtenkräfte der Marine bestehen aus einem Feldnachrichtenzug innerhalb der Aufklärungskompanie des Seebataillons in Eckernförde.
Obwohl es heute eine Vielzahl von elektronischen Aufklärungsmitteln wie Aufklärungssatelliten und Aufklärungsdrohnen gibt, bleibt die Gesprächsaufklärung unverzichtbar. Viele für die Militärische Lage relevante Aufklärungsergebnisse in Auslandseinsätzen der Bundeswehr werden durch Feldnachrichtenkräfte gewonnen. Dort sind Feldnachrichtenkräfte – neben Nachrichtendienstlichen Mitteln – das wichtigste und oft sogar das einzige Mittel, um Stimmungen und Absichten der Konfliktparteien sowie der Zivilbevölkerung zu erkennen. Damit tragen sie nicht nur entscheidend zum Gelingen der Mission bei, sondern leisten auch einen wesentlichen Beitrag zum Schutz der eigenen Soldaten.

## Ausbildung
Die lehrgangsgebundene Ausbildung erfolgte zunächst bis 2002 an der Schule für Nachrichtenwesen der Bundeswehr in Bad Ems. Ab 2002 wurde die Ausbildung im Heer an das Feldnachrichtenzentrum der Bundeswehr verlagert. Zusätzlich wurde ab 2003 die lehrgangsgebundene streitkräftegemeinsame Ausbildung auch teils in der „Lehrgruppe Militärisches Nachrichtenwesen“ des mittlerweile aufgelösten Zentrums für Nachrichtenwesen der Bundeswehr (Teil der Streitkräftebasis) absolviert.
Die Schule für Strategische Aufklärung der Bundeswehr diente ab 2003 für die Ausbildung aller Kräfte des Militärischen Nachrichtenwesens (MilNW) und der Elektronischen Kampfführung (EloKa). Seit 2024 ist dies Aufgabe des Ausbildungszentrums CIR.

### Truppenteile
Letzterer größerer Truppenteil der Feldnachrichtentruppe war das Feldnachrichtenzentrum der Bundeswehr, das mit der Außerdienststellung der Feldnachrichtentruppe ebenfalls außer Dienst gestellt wurde. Das Feldnachrichtenzentrum war Ausbildungsstätte der Feldnachrichtentruppe und gleichzeitig Truppensteller für die Auslandseinsätze der Bundeswehr.

## Uniform
Feldnachrichtenkräfte trugen die Uniform der Bundeswehr. Angehörige der ehemaligen Feldnachrichtentruppe des Heeres trugen am Dienstanzug die goldgelbe Waffenfarbe und Kragenspiegel. Barettfarbe und Barettabzeichen teilten sich die Feldnachrichtentruppe mit der Panzeraufklärungstruppe. Das Barettabzeichen zeigte einen stilisierten Spähpanzer auf zwei gekreuzten Reiter-Lanzen im Eichenlaub-Kranz (vgl. Uniform der Panzeraufklärungstruppe).
Einziges Unterscheidungsmerkmal war zuletzt das interne Verbandsabzeichen des Feldnachrichtenzentrums der Bundeswehr, dem die meisten Soldaten der Feldnachrichtentruppe unterstellt waren. Das interne Verbandsabzeichen kann als Anhänger auf der Brusttasche der Dienstjacke des Dienstanzuges getragen werden. Das interne Verbandsabzeichen zeigte eine Eule auf grünem Grund. Die Eule stand für Wachsamkeit und Weisheit. Die goldgelbe Umrandung entsprach der Waffenfarbe der Feldnachrichtentruppe.

Kragenspiegel in der Waffenfarbe Goldgelb
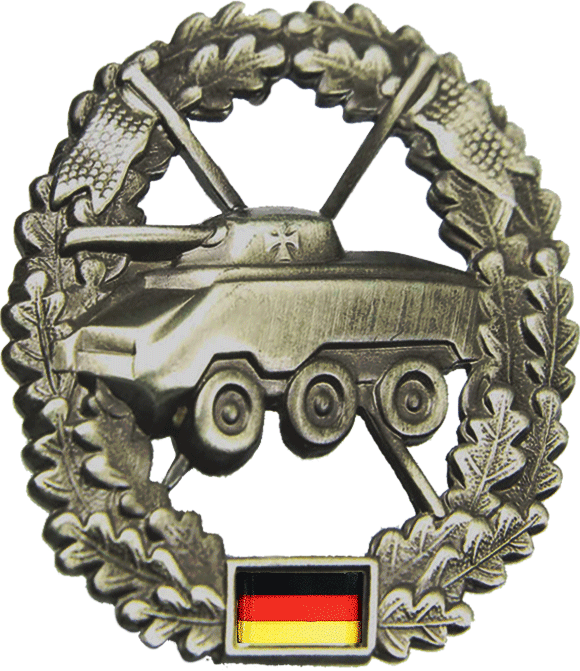
Barett-/ Truppengattungsabzeichen